# Flughafen Lublin-Świdnik

i7
i11
i13
Der Flughafen Lublin (IATA-Code: LUZ, ICAO-Code: EPLB) ist der Verkehrsflughafen von Lublin, der Hauptstadt der gleichnamigen Woiwodschaft im Osten Polens. Im November 2008 begannen die Vorarbeiten für den Bau des Flughafens unter anderem mit den Abrissarbeiten an einigen Gebäuden und der Verlegung eines Soldatenfriedhofs; er ging am 17. Dezember 2012 in Betrieb.

## Lage und Verkehrsanbindung
Der Flughafen liegt zehn Kilometer östlich des Stadtzentrums von Lublin. Er befindet sich auf dem Gebiet der Orte Świdnik und Wólka.
Eine teilweise neu errichtete Eisenbahnstrecke verbindet den Hauptbahnhof Lublin mit dem Flughafen Lublin mit einem Halt in Świdnik in einer Fahrzeit von 16 Minuten.
Zusätzlich wurde der Flughafen im Jahre 2014 über die neu errichtete Schnellstraße S17 an das Schnellstraßennetz angebunden.

## Geschichte

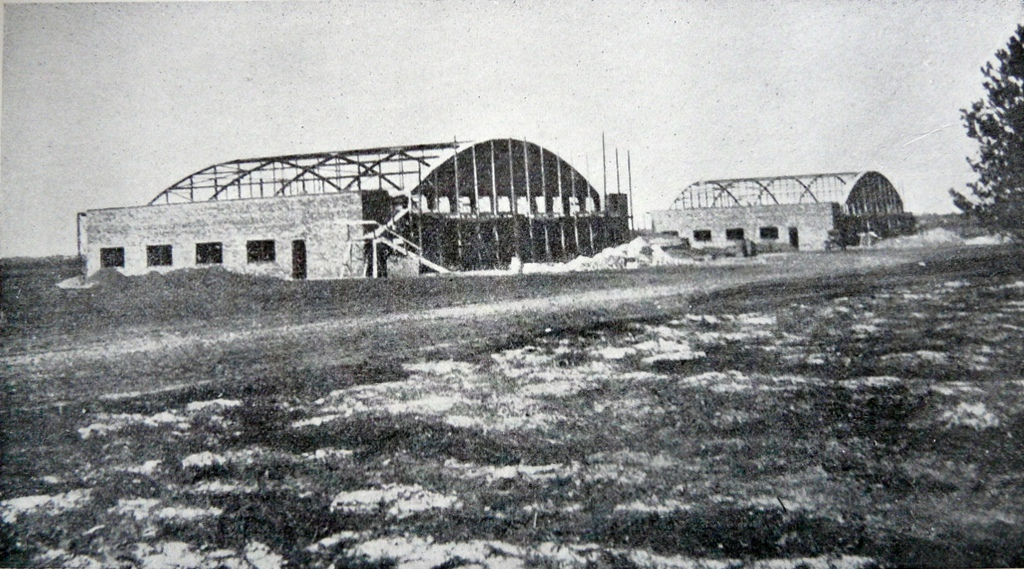
Bau der Hangars 1934/35

Erste Pläne zum Bau eines Flughafens können auf das Jahr 1934 datiert werden. Im Jahr 1935 wurde mit dem Bau des Flughafens auf einem 146 ha großen Areal begonnen. Zwei Jahre später wurden zwei zusätzliche Hangars, weitere Wirtschaftsgebäude sowie ein Kraftstofftank errichtet. Im Jahr 1938 wurde eine Pilotenschule gegründet. Die offizielle Eröffnung wird auf den 4. Juni 1939 datiert. Nach dreimonatiger militärischer Nutzung
des Flughafens während des Zweiten Weltkriegs wurde der Flughafen von der deutschen Luftwaffe übernommen. Die Militärschule wurde indes von der deutschen Luftwaffe bombardiert. Die Luftwaffe der Wehrmacht errichtete zwischen 1941 und 1944 eine Fliegerhorstkommandantur und betrieb ab 1942 die Fliegerwaffentechnische Schule 1 auf dem Platz. Beim Überfall auf die Sowjetunion im Sommer 1941 lag das Kampfgeschwader 54 mit seinen zweimotorigen Bombern vom Typ Junkers Ju 88A einige Wochen hier. Erst Anfang 1944 erfolgte eine erneute Belegung mit fliegenden Verbänden, als Teile der Kampfgeschwader 51 und 3 hier stationiert waren. Im Juli flogen noch Jagdflugzeuge vom Typ Messerschmitt Bf 109G und Focke-Wulf Fw 190A der Jagdgeschwader 51 und 54 von hier aus gegen die nahe Ostfront, bevor der Flugplatz am 24. Juli von Verbänden der sowjetischen 2. Panzerarmee erobert wurde. Dabei wurde das Flughafenareal komplett zerstört. 
In der Volksrepublik Polen hat sich 1951 das Hubschrauberwerk PZL Świdnik am Flughafenareal angesiedelt.

### Neubau 2008–2012
Die alte Startbahn und alle Gebäude wurden abgerissen. Ein kompletter Neubau wurde errichtet. Ein Terminal, eine Startbahn mit 2520 m Länge, einer Breite von 45 m + 2 × 7,5 m und die benötigten Nebengebäude entstanden. Das Terminal hat in der ersten Ausbaustufe eine Kapazität von einer Million Passagiere, in einer späteren optionalen Ausbaustufe sollen es 3,2 Millionen sein.
Am 17. Dezember 2012 landete um 12:20 UTC als erstes Linienflugzeug eine Boeing 737 der Ryanair (EI-DLK) vom Flughafen London Stansted kommend auf dem Flughafen von Lublin.
Wizz Air betrieb auf dem Flughafen bis Juni 2018 eine Basis mit einem einzelnen Airbus A320-200.

## Eigentümerstruktur

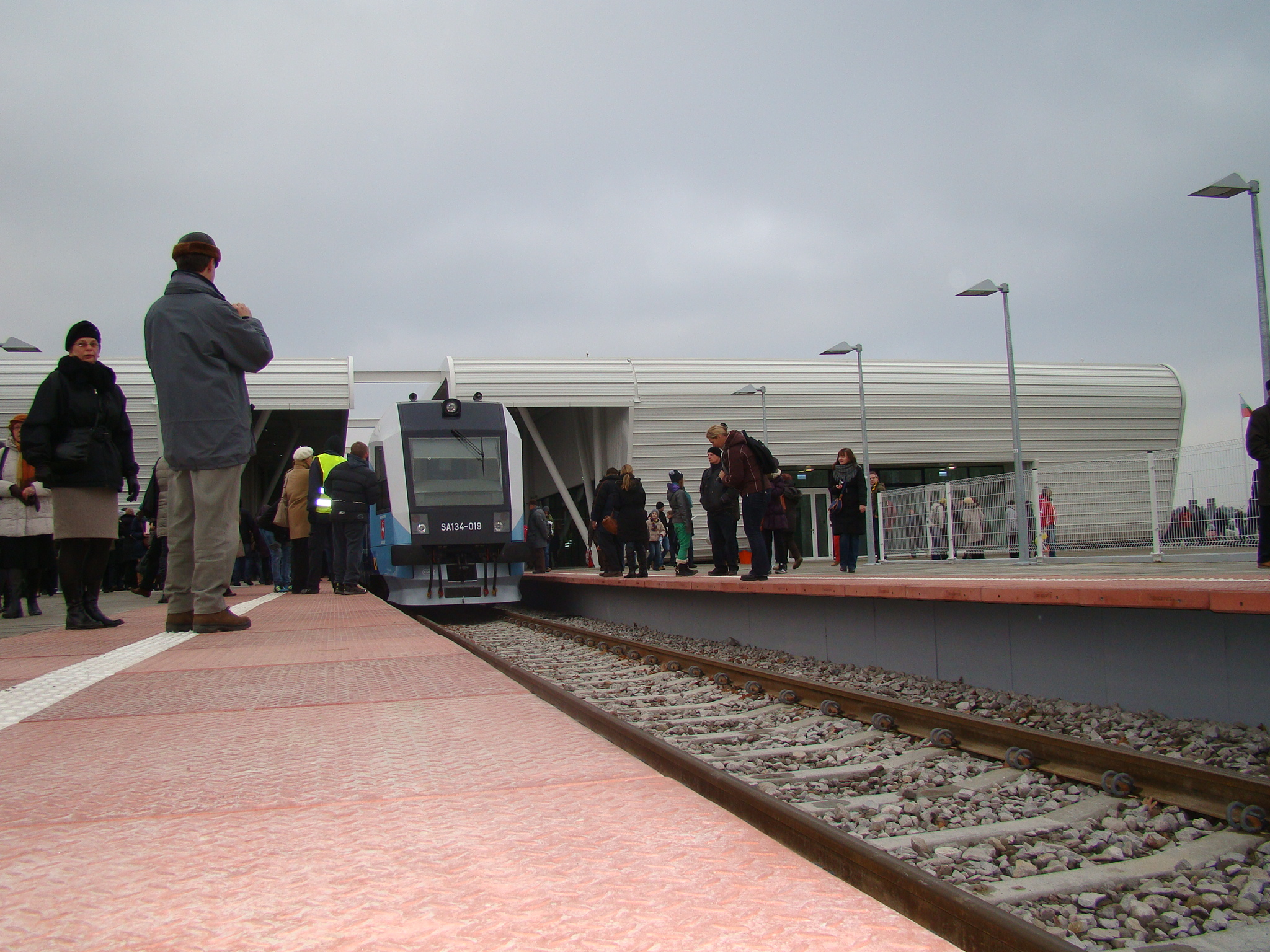
Flughafen Bahnhof

Die Eigentümergesellschaft ist als Aktiengesellschaft organisiert. Die Anteile verteilen sich wie folgt:
- Woiwodschaft Lublin mit 713.223 Aktien (39,75 %)
- Stadtgemeinde Lublin mit 989.845 Aktien (55,16 %)
- Stadtgemeinde Świdnik mit 91.164 Aktien (5,08 %)
- Landkreis Świdnik mit 153 Aktien (0,01 %)

## Umwelt
Auf dem Gelände des Flughafens gab es seit 30 Jahren eine Kolonie Perlziesel. Zum Schutz und zur Umsiedlung der Tiere wurde eine Stiftung gegründet.

## Verkehrszahlen
| Jahr | Fluggastaufkommen | Luftfracht (Tonnen) | Flugbewegungen |
| ---- | ----------------- | ------------------- | -------------- |
| 2018 | 455.188           |                     | 5.283          |
| 2017 | 430.346           | 0,014               | 4.980          |
| 2016 | 377.606           | 1,007               | 4.234          |
| 2015 | 265.111           | 14,968              | 3.732          |
| 2014 | 187.595           | 0,656               | 3.254          |
| 2013 | 189.762           | 12,000              | 2.286          |
| 2012 | 5.702             | -                   | 50             |

## Bildergalerie

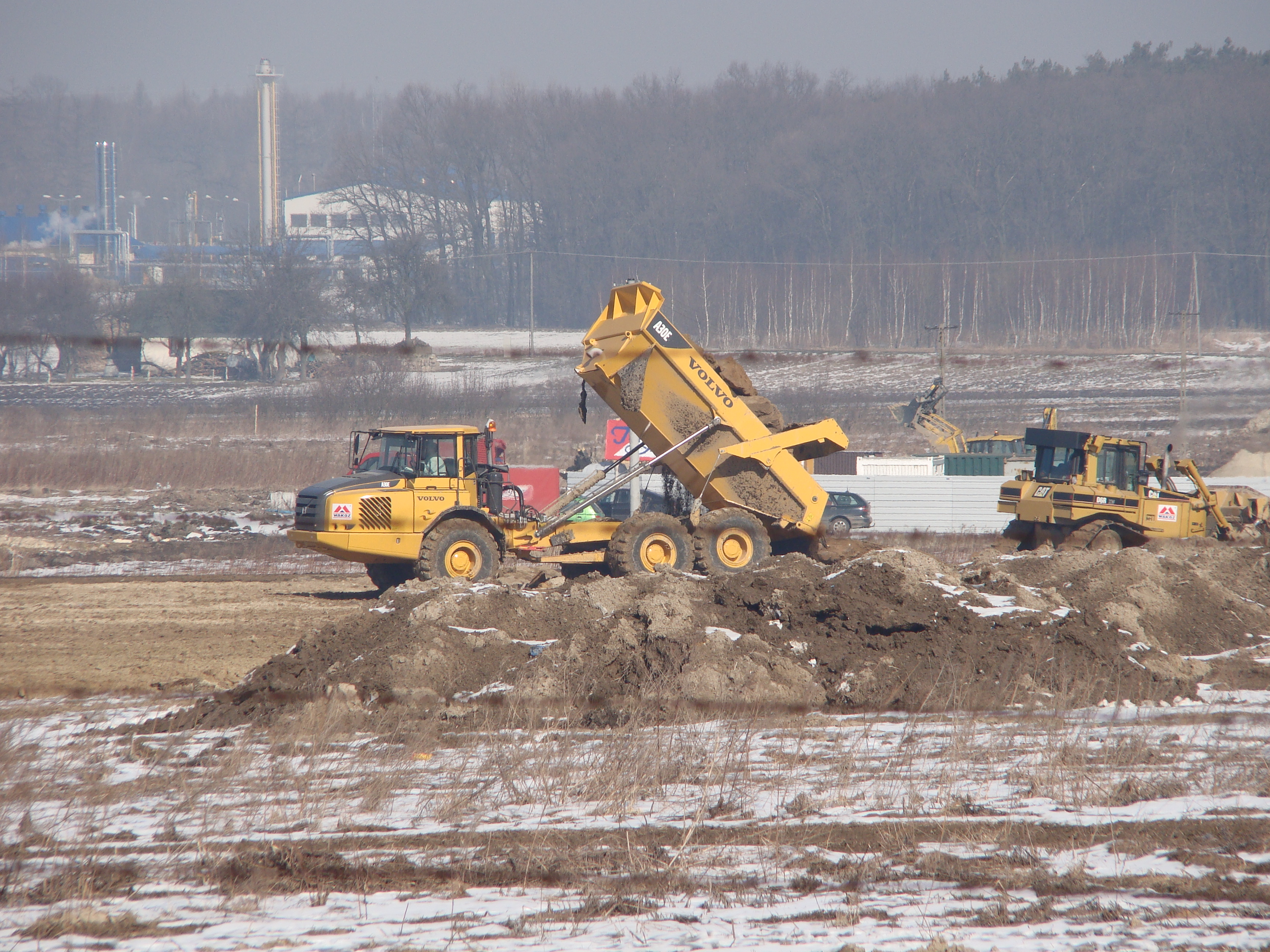
Bauphase des Flughafens
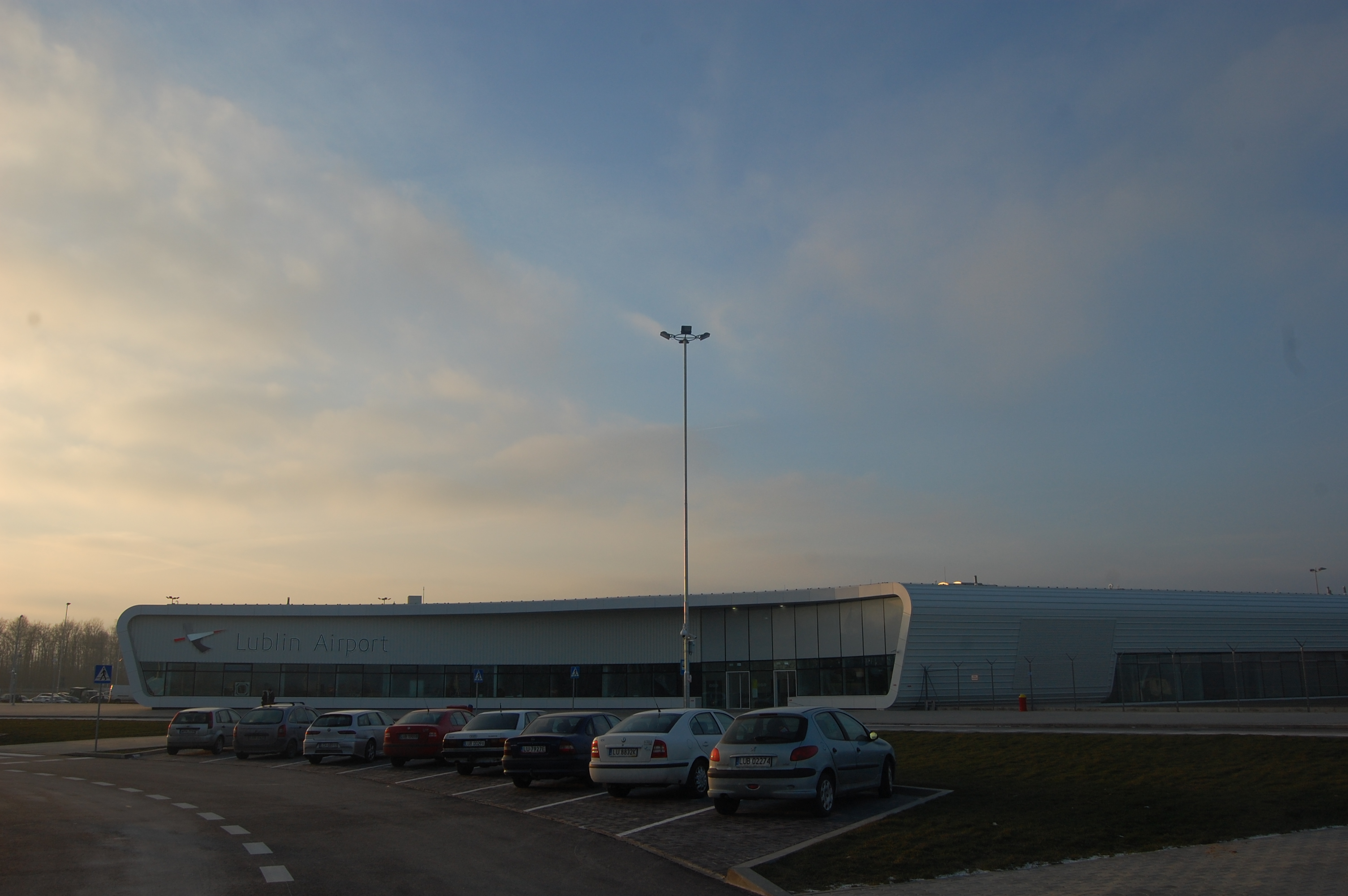
Flughafen-Terminal
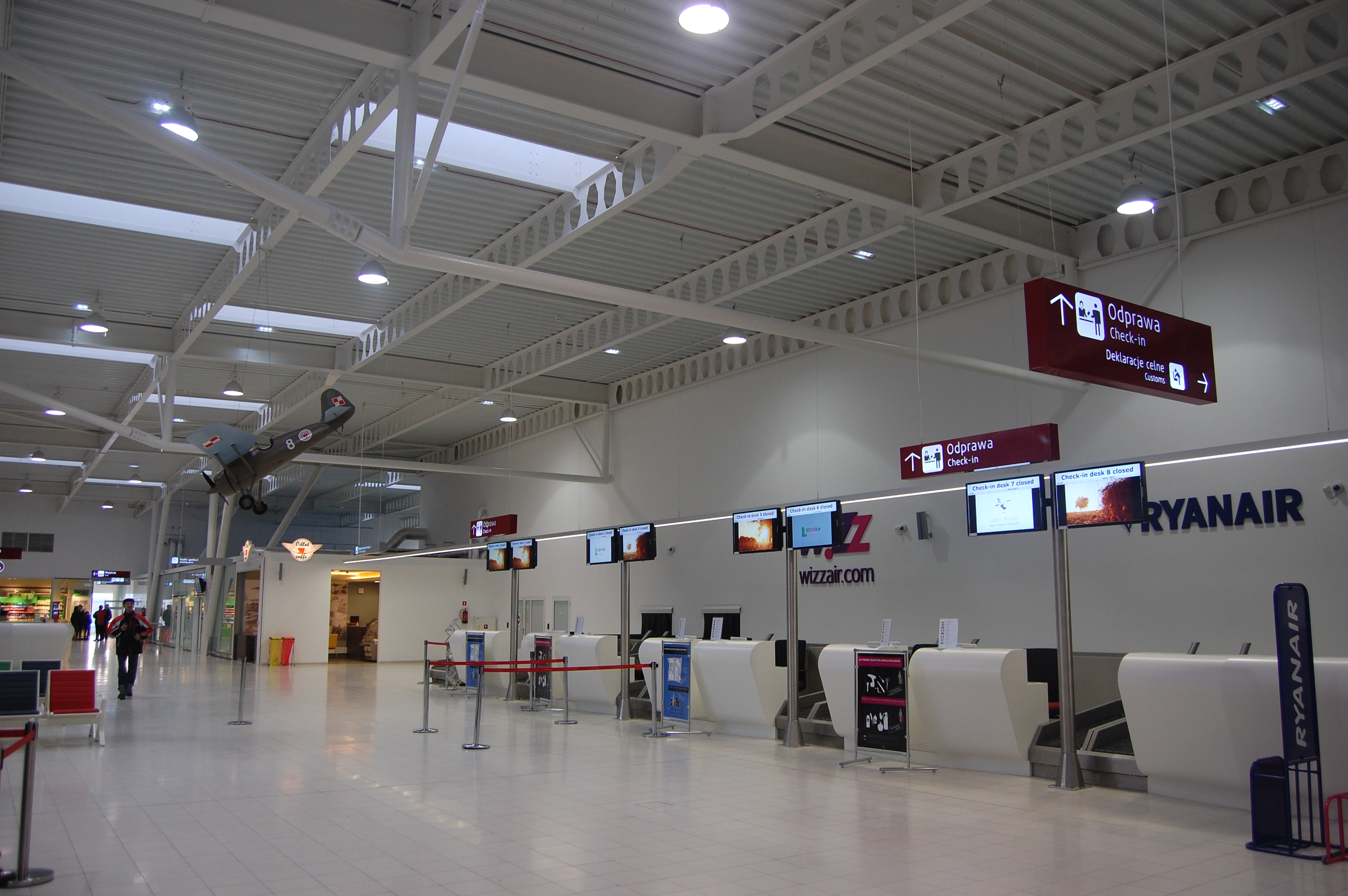
Check-in-Bereich
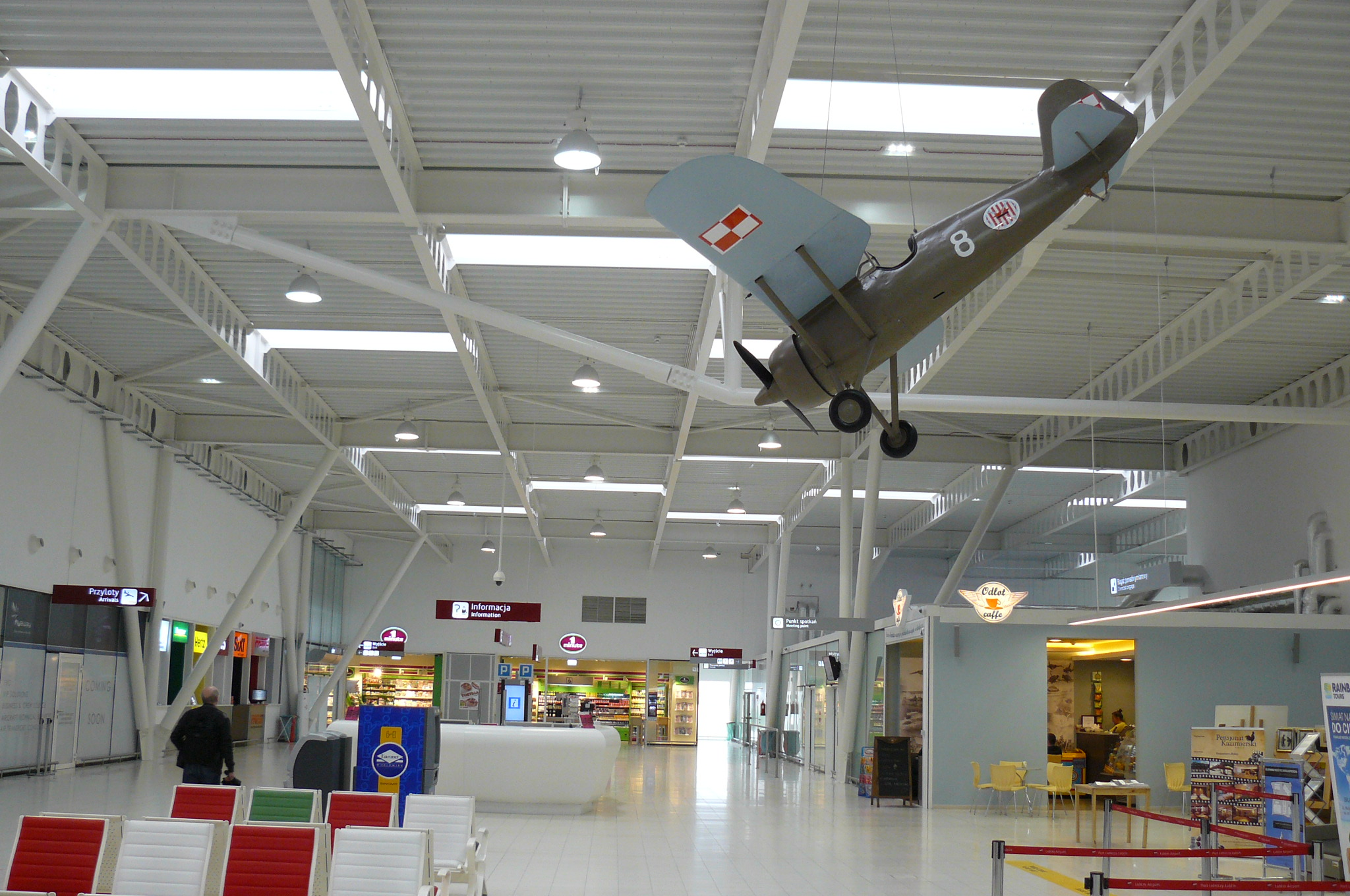
Flughafeninterieur